# روستای کارگران، عمارنه
روستای کارگران ، عمارنه (انگلیسی: Workmen's Village, Amarna) واقع در بیابان ۱٫۲ کیلومتری (۰٫۷۵ مایل) شرق شهر باستانی آخناتون (عمارنه امروزی) ، در زمان فرمانروایی آخناتون ، دودمان هجدهم مصر ساخته شد. در آنجا کارگرانی که مقبره‌ های نخبگان شهر را می‌ساختند و تزئین می‌کردند، قرار داشت، آن را با روستای کارگران تبای در دیرالمدینه مقایسه می‌کند.

## تاریخچه حفاری
روستای کارگران از زمان بررسی‌های مصرشناس بریتانیایی فلندرز پتری در دهه ‍۸۹۰ شناخته شده بود، اما اولین بار در سال ۱۹۲۱ توسط انجمن اکتشاف مصر کاوش شد. در این زمان به عنوان روستای شرقی شناخته می‌شد. دو فصل کاوش توسط تی. اریک پیت و لئونارد وولی انجام شد. فصل اول چهار خانه را به عنوان آزمایشی از محل کاوش کردند و فصل دوم تقریباً نیمی از روستا را کاوش کردند. برخی از کلیساهای کوچک مقبره که روستا را احاطه کرده‌اند نیز حفاری شدند. انجمن اکتشاف مصر در سال ۱۹۷۹ به رهبری بری کمپ حفاری‌ها را از سر گرفت و در سال ۱۹۸۶ به پایان رساند. این حفاری‌ها بر مناطقی که بلافاصله اطراف روستای محصور را احاطه کرده‌اند، متمرکز بود.

## روستای محصور
این روستا در کف دره‌ای به شکل Y واقع شده است. مقبره‌های جنوبی که به راحتی با پای پیاده قابل دسترسی هستند، تنها بخش شهر هستند که از این مکان دورافتاده به طور مستقیم قابل مشاهده‌اند. روستای محصور که نام این آبادی از آن گرفته شده است، مساحتی تقریباً ۷۰ متر مربع را اشغال می‌کند و توسط یک دیوار بیرونی به ضخامت ۷۵ تا ۸۰ سانتی‌متر (۳۰ تا ۳۱ اینچ) احاطه شده است. این روستا یک ورودی واحد در ضلع جنوبی دارد و توسط یک دیوار داخلی به همان ضخامت به دو نیمه نابرابر تقسیم می‌شود. این دیوار داخلی، دیوار بیرونی قدیمی است زیرا بخش غربی روستا یک بخش توسعه‌یافته است. هفتاد و دو خانه با اندازه یکسان در داخل این منطقه یافت می‌شود، که یک خانه بزرگتر با باغ مخصوص به خود دارد که احتمالاً متعلق به یک ناظر رسمی بوده است. خانه بزرگتر دیگری در بخش غربی یافت شد. هر خانه ۵ متر (۱۶ فوت) عرض و ۱۰ متر (۳۳ فوت) طول داشت و از خشت خام ساخته شده و مقداری سنگ در اطراف پایه دیوارها استفاده شده بود. آستانه‌ها اغلب از سنگ‌های تراشیده ساخته می‌شدند، اما هیچ دیوار سنگی پیدا نشد. فضای داخلی به چهار اتاق اصلی تقسیم می‌شد: "سالن ورودی"، "اتاق نشیمن"، "اتاق خواب" و "آشپزخانه". پله‌ها، که در جلو یا عقب خانه قرار داشتند، به طبقه دوم منتهی می‌شدند. در برخی از خانه‌ها، دیوارها تا ارتفاع ۱.۸ متر (۵.۹ فوت) حفظ شده بودند. پنجره‌ها حفظ نشده‌اند، اما احتمالاً کوچک و بلند بودند تا نور را وارد کنند اما گرد و غبار را به حداقل برسانند. فضای داخلی زمانی تزئین شده بود، اما مقدار کمی از آن باقی مانده است. در برخی از خانه‌ها، پنل‌های رنگی از حدود ۲۰ سانتی‌متر (۷.۹ اینچ) از کف شروع می‌شدند. بهترین تزئین حفظ شده، چهره‌های رقص بس را به همراه الهه تاورت و در خانه‌ای جداگانه صحنه‌ای از زنان و دخترانی که ممکن است نوازنده یا رقصنده باشند، نشان می‌دهد. یافته‌های درون خانه‌ها با زندگی روزمره سازگار است: طلسم‌ها، مهره‌ها، تکه‌های بوریا، حلقه‌های دوک نخ‌ریسی، حلقه‌ها، تکیه‌گاه‌های سر و سفال.
اولین نمونه کک‌های انسانی از روستای کارگران آمده است. فراوانی بالای کک و ساس نشان می‌دهد که سطح انگل‌های خارجی در جمعیت بالا بوده و شرایط تنگ روستا به عنوان یک زمینه احتمالی برای پرورش بیماری عمل می‌کرده است.
این روستا چاه ندارد، بنابراین آب به همراه مواد غذایی و علوفه حیوانات باید از شهر آورده شده باشد. محل توزیع احتمالی نزدیک به ساختمانی در حاشیه شهر است که احتمالاً به عنوان ایست بازرسی استفاده می‌شده است. شواهدی وجود دارد که نشان می‌دهد حیوانات هم در داخل و هم بلافاصله در خارج از روستا نگهداری می‌شدند. این شواهد به شکل آغل حیوانات در قسمت جنوب غربی روستا و آخورهایی در خیابان اصلی و همچنین ساختمان‌هایی مستقیماً در جلوی روستا و در شرق آن یافت می‌شود.  بقایای گاو، خوک و بز در محل‌های دفن زباله پیدا شد. تعداد محدود استخوان‌های گاو کشف شده نشان می‌دهد که احتمالاً تکه‌های گوشت گاو بخشی از جیره غذایی بوده و در محل پرورش داده نمی‌شده‌اند. خوک‌ها که با غلات تغذیه می‌شدند، در آغل‌های سرپوشیده پرورش می‌یافتند و بزها که با مواد گیاهی تغذیه می‌شدند، در مناطق جداگانه‌ای در اطراف روستا پرورش می‌یافتند. ساکنان همچنین تلاش‌هایی برای باغبانی در مناطق پایین و بین کلیساهای کوچک خارج از روستا انجام می‌دادند. این واقعیت که روستاییان برای خودکفایی نسبی به چنین تلاش‌هایی دست می‌زدند، نشان می‌دهد که دولت نقش محدودی در تأمین نیازهای مردم داشته است. می‌توان فرض کرد که روستاییان از حیواناتی که پرورش می‌دادند برای پرداخت هزینه آب و غلات اضافی مورد نیاز حیوانات استفاده می‌کردند.